# Neuville-sur-Ailette
Neuville-sur-Ailette és un municipi francès situat al departament de l'Aisne i a la regió dels Alts de França. L'any 2007 tenia 77 habitants.

## Demografia

### Població
El 2007 la població de fet de Neuville-sur-Ailette era de 77 persones. Hi havia 36 famílies de les quals 8 eren unipersonals (8 homes vivint sols), 12 parelles sense fills, 12 parelles amb fills i 4 famílies monoparentals amb fills.
La població ha evolucionat segons el següent gràfic:
Habitants censats

### Habitatges
El 2007 hi havia 47 habitatges, 34 eren l'habitatge principal de la família, 11 eren segones residències i 2 estaven desocupats. Tots els 44 habitatges eren cases. Dels 34 habitatges principals, 31 estaven ocupats pels seus propietaris, 2 estaven llogats i ocupats pels llogaters i 1 estava cedit a títol gratuït; 3 tenien dues cambres, 8 en tenien tres, 9 en tenien quatre i 13 en tenien cinc o més. 20 habitatges disposaven pel capbaix d'una plaça de pàrquing. A 12 habitatges hi havia un automòbil i a 20 n'hi havia dos o més.

### Piràmide de població
La piràmide de població per edats i sexe el 2009 era:
| Homes | Edats   | Dones |
| ----- | ------- | ----- |
| 0     | 95 o +  | 0     |
| 0     | 90 a 94 | 0     |
| 0     | 85 a 89 | 0     |
| 0     | 80 a 84 | 0     |
| 4     | 75 a 79 | 0     |
| 4     | 70 a 74 | 0     |
| 0     | 65 a 69 | 8     |
| 0     | 60 a 64 | 0     |
| 4     | 55 a 59 | 4     |
| 8     | 50 a 54 | 4     |
| 4     | 45 a 49 | 4     |
| 0     | 40 a 44 | 4     |
| 8     | 35 a 39 | 8     |
| 0     | 30 a 34 | 0     |
| 4     | 25 a 29 | 0     |
| 4     | 20 a 24 | 4     |
| 4     | 15 a 19 | 0     |
| 0     | 10 a 14 | 12    |
| 4     | 5 a 9   | 0     |
| 0     | 0 a 4   | 12    |

## Economia
El 2007 la població en edat de treballar era de 62 persones, 45 eren actives i 17 eren inactives. De les 45 persones actives 42 estaven ocupades (25 homes i 17 dones) i 3 estaven aturades (2 homes i 1 dona). De les 17 persones inactives 5 estaven jubilades, 5 estaven estudiant i 7 estaven classificades com a «altres inactius».
Activitats econòmiques
Dels 10 establiments que hi havia el 2007, 2 eren d'empreses de construcció i 8 d'empreses immobiliàries.
Els 2 serveis als particulars que hi havia el 2009 eren paletes.

## Poblacions més properes
El següent diagrama mostra les poblacions més properes.